# Belmopan Football Club
El Belmopán Football Club es un club de fútbol de Belice con sede en la ciudad de Belmopán. Fue fundado en 1986 y actualmente juega en la Liga Premier de Belice, la liga de máximo nivel en ese país.

## Historia

### Inicios
El club fue fundado en el año 1986 bajo el nombre de Builders Hardware Bandits Football Club, pero luego se cambió a Belmopán Bandits como se le conoce en la actualidad.

### Nuevo formato de liga
Desde la fundación de la nueva Liga Premier de Belice en 2011, el Belmopán Bandits ha conquistado el título en tres ocasiones: Apertura 2012, Apertura 2013 y Clausura 2014; convirtiéndose así en el equipo con más títulos desde la fundación del nuevo formato en esa liga. Además fue subcampeón en los años 2001, 2003 y 2004.
El Belmopán Bandits se clasificó a la Concacaf Liga Campeones 2013-14, pero debido a problemas de infraestructura fue descalificado del torneo, y su plaza la ocupó el Club Sport Cartaginés de la Primera División de Costa Rica. Un año más tarde clasificó y nuevamente fue excluido de la competición, ocupando su lugar el Club Sport Herediano, también de Costa Rica.

## Estadio
El Belmopan Bandits juega sus partidos de local en el Estadio Isidoro Beaton que está ubicado en la capital de Belice, Belmopán. El estadio cuenta con una capacidad máxima para 3,000 espectadores.

## Uniforme
- Uniforme titular: Camiseta roja, pantalón blanco y medias negras.
- Uniforme alternativo: Camiseta azul, pantalón rojo y medias azules.

## Entrenadores
- Leroy Sherrier Lewis (2014-)

## Palmarés

### Títulos nacionales
- Liga Premier de Belice: (5)

2012-13 (A), 2013-14 (A), 2013-14 (C), 2014-15 (A), 2015-16 (C)